# Pałac Działyńskich w Poznaniu

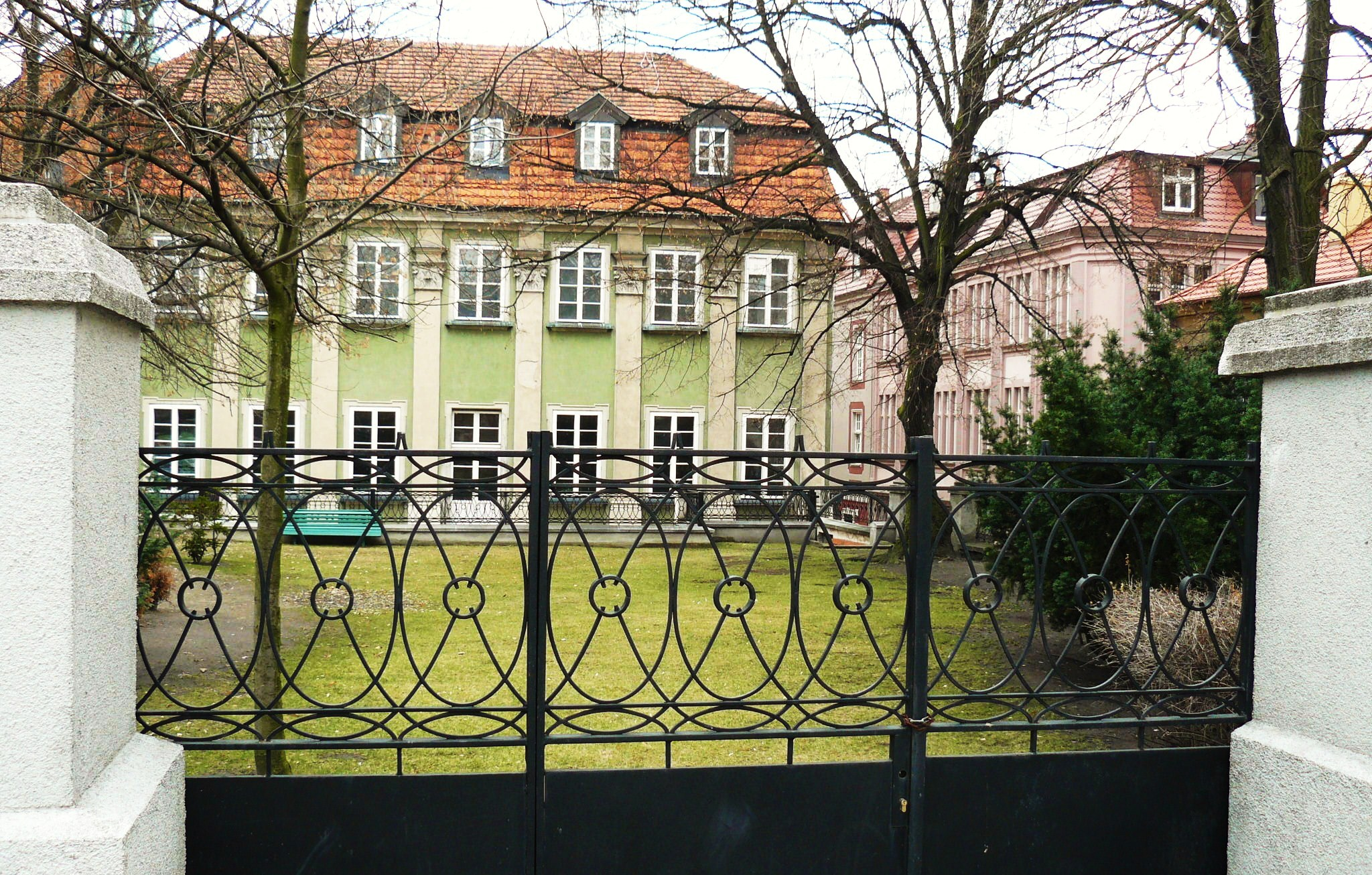
Pałac Działyńskich – ogród

Pałac Działyńskich w Poznaniu – znajduje się na posesji Stary Rynek 78. Powstał w latach 1773–1776 w miejscu dwóch istniejących tu poprzednio kamienic.

## Historia i architektura
Jego pierwszym właścicielem był Władysław Roch Gurowski – marszałek wielki litewski. W 1808 znalazł się w posiadaniu rodu Działyńskich, których własnością pozostawał do 1880 roku, gdy zmarł bezpotomnie Jan Kanty Działyński. Następnym właścicielem był Władysław Zamoyski, który włączył pałac w stworzoną przez siebie Fundację Zakłady Kórnickie przekazaną w 1924 narodowi polskiemu. 17 października 1887 zamieszkał tu z żoną Heliodor Święcicki (drugie piętro). Przeniósł tu także swoją klinikę położniczą z ul. 27 Grudnia (Berlińskiej).
Reprezentacyjna, barokowa elewacja wschodnia podzielona jest pilastrami w stylu korynckim. Fasadę wieńczy pochodząca z końca XVIII wieku attyka z tympanonem w którym znajduje się herb Działyńskich – Ogończyk. w pobliżu którego znajdują się postacie rzymskich legionistów z XIX wieku. Na attyce znajdują się płaskorzeźby przedstawiające rzymski pochód ofiarny (po prawej od tympanonu) i tryumfalny (po lewej). Na szczycie attyki, ponad tympanonem, wznosi się ścięty obelisk na którym siedzi pelikan – symbol ofiarności i poświęcenia (pelikan w heraldyce) – jest to rekonstrukcja. W czasach zaborów pelikan miał symbolizować orła i tak jest często do dziś odczytywany. Po jego bokach znajdują się panoplia.
Podczas zaborów pałac pełnił rolę ośrodka życia kulturalnego i politycznego polskiej części społeczeństwa. Tu w Sali Czerwonej w latach 1830, 1848 i 1863 odbywały się zebrania związane z walkami powstańczymi. Ten sam budynek gościł również liczne wystawy (np. wystawę rzemiosła w 1850), koncerty oraz przedstawienia teatrów amatorskich. Ponadto odbywały się w nim liczne odczyty i wykłady sprawiające, że budynek pełnił rolę nieoficjalnego uniwersytetu. Wykładali tu między innymi:
- Karol Libelt – estetykę
- August Cieszkowski – filozofię
- Jędrzej Moraczewski – historię Polski i Słowiańszczyzny
- Teofil Matecki – chemię i fizykę
- Jakub Krotowski-Krauthofer – prawo

W odrodzonej Polsce, od 1934 roku organizowano tu staraniem lokalnego oddziału Związku Literatów Polskich „Czwartki literackie”. 
Podczas walk w 1945 budynek doszczętnie spłonął. Odbudowano go w latach 1953–1957 zaniechano jednak odtworzenia skrzydła zachodniego i ogrodu francuskiego twierdząc, że były one wyrazem „kaprysu możnego właściciela” stanowiącego „wsteczny układ urbanistyczny”.
Zniszczenia wojenne najdotkliwiej dotknęły wnętrza pałacu. Odtworzono niemal pierwotny rozkład pomieszczeń rekonstruując ze szczególnym pietyzmem znajdującą się na reprezentacyjnym pierwszym piętrze Salę Czerwoną o bardzo bogatej stiukowej dekoracji nawiązującej do wystroju Zamku Królewskiego w Warszawie. Zajmuje ona całą szerokość frontowej elewacji. Zrezygnowano natomiast z odtwarzania pomieszczeń na parterze, w których pierwotnie znajdowały się stajnia, wozownia i inne pomieszczenie gospodarcze. Drugie piętro zajmowały niegdyś pomieszczenia mieszkalne.
Obecnie w pałacu znajdują się instytuty naukowe PAN oraz ekspozytura Biblioteki Kórnickiej.
W 2009 odbył się tutaj pierwszy w Poznaniu pokaz relikwii buddyjskich (około tysiąc eksponatów). 

## Ogród
Na tyłach pałacu (od strony zachodniej i Wzgórza Przemysła), znajduje się zabytkowy ogród, założony jeszcze za czasów rodziny Gurowskich (w końcu XVIII w.). Był to ogród francuski, symetryczny, z sadzawką w centrum założenia. Tytus Działyński, podobnie jak w Arboretum w Kórniku, wprowadził do ogrodu drzewa egzotyczne. W wieku XIX i na początku XX na terenie ogrodu istniała winorośl, drzewa owocowe i 7 gatunków bzów (Sambucus), a także jesion, klon, bliżej nieokreślone drzewa iglaste, oraz robinie akacjowe. Założenie parkowo-pałacowe w murach miejskich, reprezentowane przez Pałac Działyńskich, jest w warunkach polskich wyjątkowe, nawiązując do francuskich rozwiązań typu hôtel.
Po zakończeniu II wojny ogród uległ poważnym zniszczeniom. Ocalały trzy stare drzewa: dwie lipy i miłorząb dwuklapowy (Gingko biloba) o obwodzie ponad 160 cm (najgrubszy i najstarszy miłorząb w Poznaniu).
Ogród jest zamknięty dla zwiedzających, ale w całości można go oglądać z terenu Wzgórza Przemysła.

## Tablice pamiątkowe
Na gmachu umieszczone są dwie tablice pamiątkowe:
- upamiętniająca powstanie tu w czerwcu 1939 organizacji Klub Demokratyczny, później przekształconej w Stronnictwo Demokratyczne (metalowa),
- informująca o historycznych funkcjach gmachu i jego odbudowie (piaskowcowa z 1957).